# اس‌اس مونا (۱۸۳۲)
اس‌اس مونا (۱۸۳۲) (به انگلیسی: SS Mona (1832)) یک کشتی بود که طول آن ۹۸ فوت ۰ اینچ (۲۹٫۹ متر) بود. این کشتی در سال ۱۸۳۱ ساخته شد.